# 马格达莱诺·梅尔卡多
马格达莱诺·梅尔卡多（西班牙語：Magdaleno Mercado，1944年4月4日—2020年3月6日），墨西哥男子足球运动员，司职中场。他曾代表墨西哥国家队参加1966年国际足联世界杯，结果队伍止步小组赛阶段。